# Suzuki Yuma
Suzuki Yuma (鈴木 優磨 Suzuki Yūma, sinh ngày 26 tháng 4 năm 1996 ở Chōshi, Chiba) là một cầu thủ bóng đá người Nhật Bản thi đấu cho Kashima Antlers.
Anh nằm trong Top 5 cầu thủ xuất sắc nhất tại Vòng 16 đội AFC Champion League 2018 bầu chọn bởi FOX Sports Asia trong một bài báo Lưu trữ ngày 20 tháng 5 năm 2018 tại Wayback Machine.

## Thống kê câu lạc bộ
Cập nhật đến ngày 10 tháng 5 năm 2016.
| Thành tích câu lạc bộ | Thành tích câu lạc bộ | Thành tích câu lạc bộ | Giải vô địch | Giải vô địch | Cúp                   | Cúp                   | Cúp Liên đoàn | Cúp Liên đoàn | Châu lục | Châu lục  | Khác    | Khác      | Tổng cộng | Tổng cộng |
| Mùa giải              | Câu lạc bộ            | Giải vô địch          | Số trận      | Bàn thắng    | Số trận               | Bàn thắng             | Số trận       | Bàn thắng     | Số trận  | Bàn thắng | Số trận | Bàn thắng | Số trận   | Bàn thắng |
| Nhật Bản              | Nhật Bản              | Nhật Bản              | Giải vô địch | Giải vô địch | Cúp Hoàng đế Nhật Bản | Cúp Hoàng đế Nhật Bản | J. League Cup | J. League Cup | AFC      | AFC       | Khác    | Khác      | Tổng cộng | Tổng cộng |
| --------------------- | --------------------- | --------------------- | ------------ | ------------ | --------------------- | --------------------- | ------------- | ------------- | -------- | --------- | ------- | --------- | --------- | --------- |
| 2014                  | Kashima Antlers       | J1 League             | 0            | 0            | 0                     | 0                     | 0             | 0             | –        | –         | 0       | 0         | 0         | 0         |
| 2015                  | Kashima Antlers       | J1 League             | 7            | 2            | 2                     | 0                     | 1             | 0             | 0        | 0         | 0       | 0         | 10        | 2         |
| 2016                  | Kashima Antlers       | J1 League             | 32           | 8            | 4                     | 1                     | 6             | 0             | 0        | 0         | 3       | 1         | 45        | 10        |
| 2017                  | Kashima Antlers       | J1 League             | 9            | 2            | 1                     | 1                     | 0             | 0             | 6        | 4         | 0       | 0         | 16        | 7         |
| Tổng cộng sự nghiệp   | Tổng cộng sự nghiệp   | Tổng cộng sự nghiệp   | 48           | 12           | 7                     | 2                     | 7             | 0             | 6        | 4         | 3       | 1         | 71        | 19        |

## Danh hiệu

### Câu lạc bộ
Kashima Antlers
- J. League Division 1: 2016
- J. League Cup: 2015
- Cúp Hoàng đế Nhật Bản: 2016
- Siêu cúp Nhật Bản: 2017